# Allotinus subviolaceus
Allotinus subviolaceus
 là một loài bướm ngày được tìm thấy ở Đông Nam Á, thuộc họ Bướm xanh.

## Hình ảnh

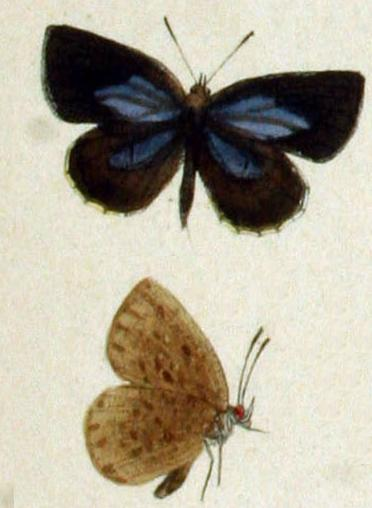
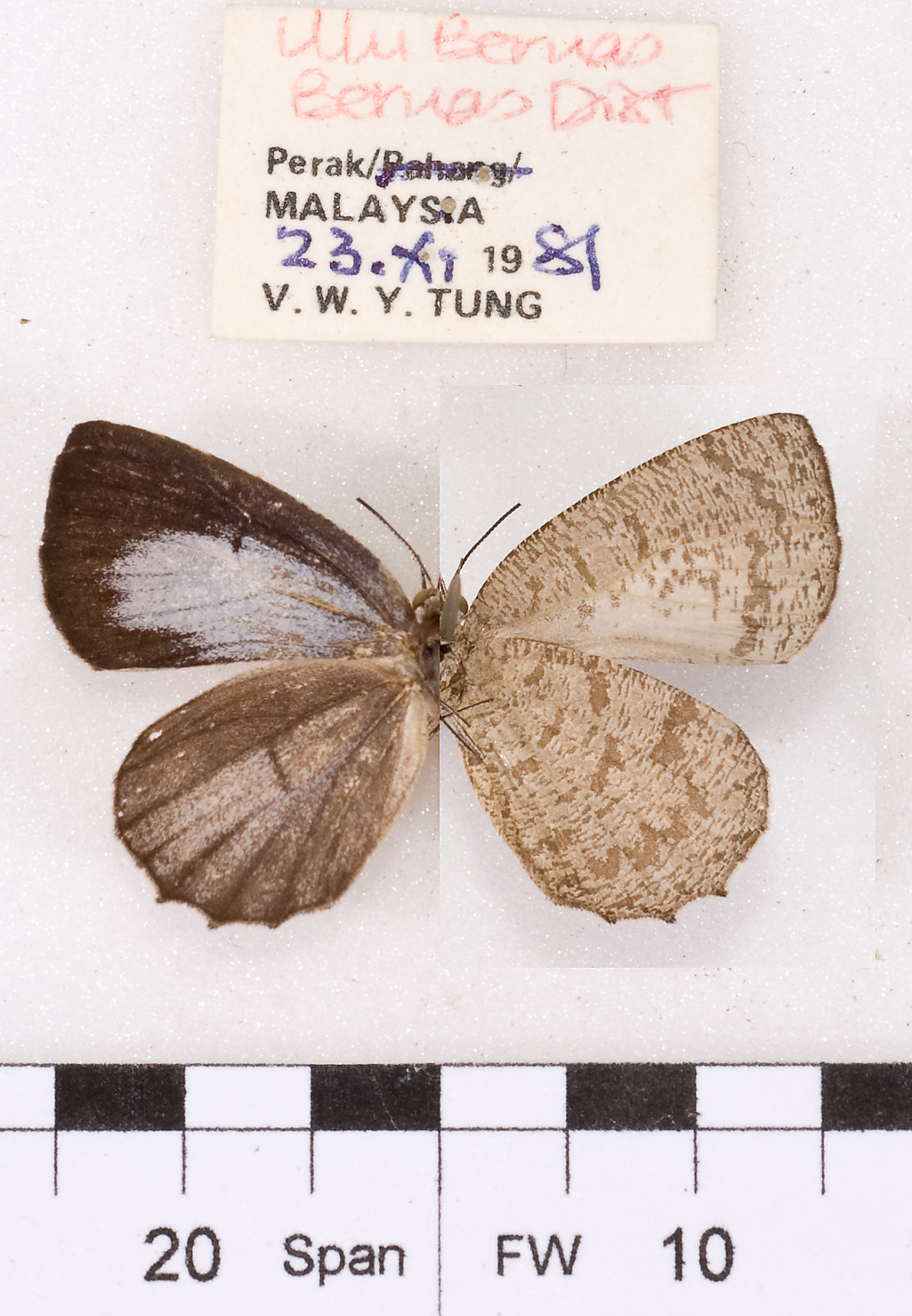
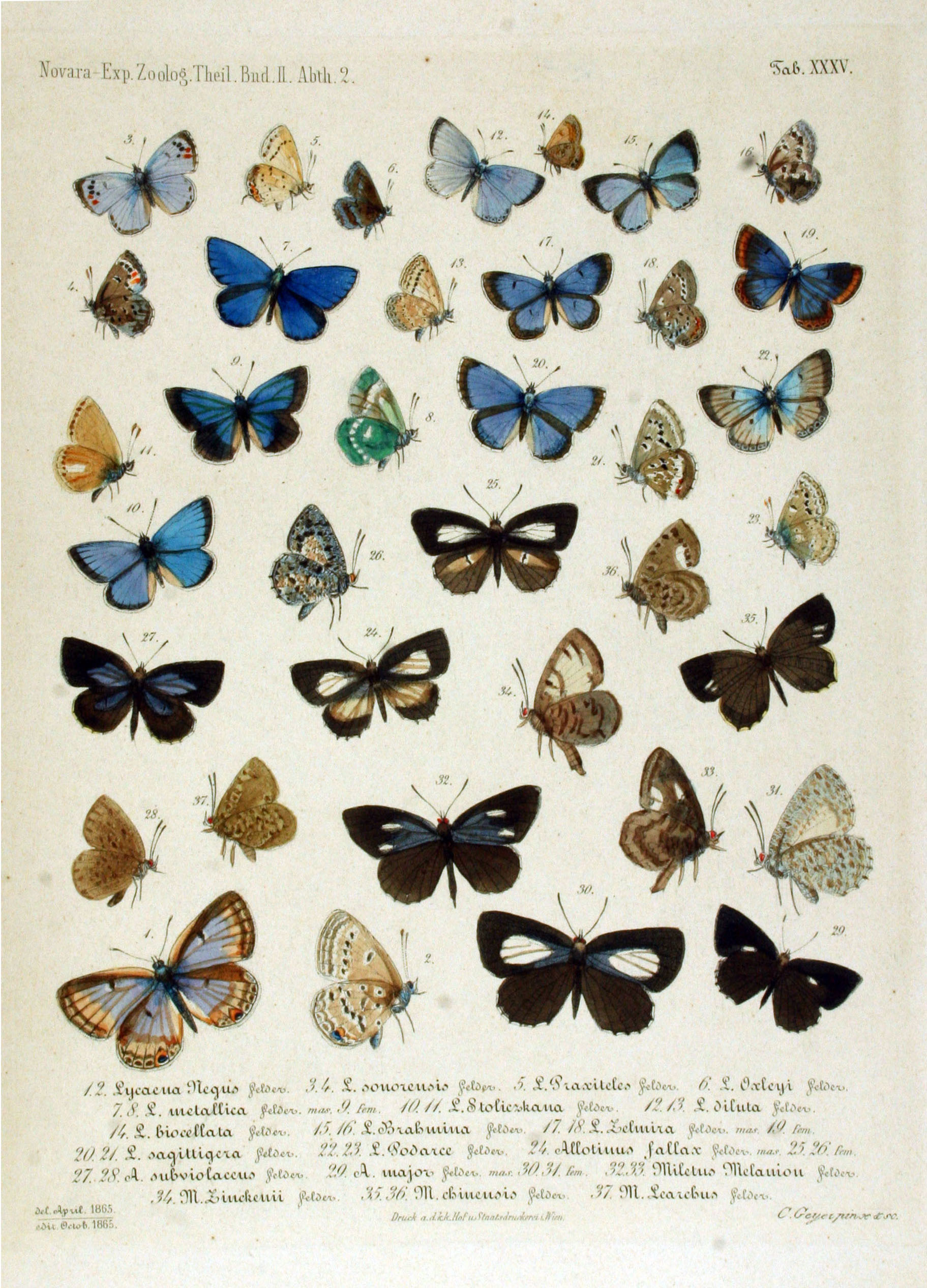

## Phạm vi
Manipur, Myanmar, Borneo.